# Nordfjord
Nordfjord – fiord w zachodniej Norwegii o długości około 110 km, szerokości od 4 do 5 km i maksymalnej głębokości wynoszącej 565 m. Rozciąga się od wyspy Husevågøy na zachodzie do miejscowości Loen na wschodzie. Jest piątym co do długości fiordem w Norwegii i trzecim najdłuższym w okręgu Vestland. Jego wody łączą się z Oceanem Atlantyckim między północnym krańcem wyspy Bremangerlandet a południowo-zachodnim krańcem wyspy Vågsøy. Fiord posiada liczne odgałęzienia, w tym Eidsfjord, Ålfotfjord, Hyefjord i Gloppefjord. Wzdłuż jego wybrzeża znajdują się rozproszone osady, jednak niektóre odcinki są zupełnie niezamieszkane. Większe miejscowości leżą zarówno przy jego ujściu, jak Måløy, jak i w głębi jego odnóg, na przykład Nordfjordeid, Sandane oraz Stryn. Wschodnia część Nordfjordu otoczona jest żyznymi stokami, wznoszącymi się ku wysokim górom i lodowcom. Szczyty górskie sięgają tu nawet 1900 metrów n.p.m..